# Gears of War 2
Gears of War 2 — шутер от третьего лица, разработанный компанией Epic Games и изданный Microsoft Game Studios эксклюзивно для игровой консоли Xbox 360 7 ноября 2008 года в Северной Америке, Европе и Австралии и 30 июля 2009 года в Японии. Игра построена на движке Unreal Engine 3.5. Для помощи в создании сюжета игры командой разработчиков был приглашен автор комиксов Джошуа Ортега.
11 июня 2009 года появились слухи о том, что Gears of War 2 выйдет на PC. Однако 15 июня PR-менеджер Epic Games Дана Коули (англ. Dana Cowley) заявила, что разработка PC-версии игры не планируется.
В России игра была локализована компанией Софт Клаб на уровне субтитров. В августе 2009 года на мероприятии «High-Performance Graphics 2009» Тим Суини, главный программист серии движков Unreal Engine, сообщил общественности, что стоимость разработки Gears of War 2 составляет 12 миллионов долларов. Создание Gears of War 2 велось два года, в процессе были задействованы 15 программистов и 12 специалистов по графике. К январю 2011 года игра была продана тиражом в шесть миллионов копий.

## Сюжет
Игра начинается спустя полгода после Светового наступления. Орда Саранчи выжила после взрыва световой бомбы и продолжила войну против человечества, начав непонятным образом погружать города Коалиции под землю. Даже Хасинто, последний оплот человечества, в опасности. Действие начинается в одной из больниц города Хасинто. В отряд Дельта, где служит наш главный герой Маркус Феникс, прибывает пополнение — Бен Кармайн, брат погибшего во время событий первой части Энтони Кармайна. Их первой миссией является защита больницы Хасинто. После удачной контратаки, Саранчу обращают в бегство. Доминик Сантьяго пытается найти свою жену, Марию, в чём ему помогает Аня Страуд, связная отряда Дельта в Штабе Коалиции. В этот момент Председатель Коалиции Ричард Прескот объявляет, что придуман план мощнейшего контрнаступления на подземные ходы Саранчи. Начинается операция «Буря в Дыре» (англ. Hollow Storm), контратака против Орды в их же логове в пещерах под поверхностью Серы.
После прибытия к колонне, Дельта встречает Диззи Валлина, бывшего Изгнанника (Прескот добился временного союза ради буровой техники), который водит машину-копатель Риг 314, также известный как Беттси. По пути к неизвестному кладбищу в городе, где почва очень мягкая, «Шестерёнки» защищали буры от Саранчи. К месту прибытия Саранчи удалось уничтожить всего несколько платформ. На кладбище Дельта встретила ещё одно сопротивление под предводительством Скорджа, преемника Генерала РААМА. В спешке они всё же сели в буры, не дождавшись Тайа Кализо (англ. Tai Kaliso), который успел вылезть из устройства и защитить остальных от Скорджа (англ. Scourge), Дельта спустилась в подземные туннели. Несмотря на неудачи, силы людей продолжают следовать плану. После спуска отряд Дельта, состоящий из Маркуса Феникса, Дома Сантьяго и Бенджамина Кармайна, продолжает поиски Дыры и обнаруживает, что Саранча использует гигантского Рифтворма для обрушения человеческих городов под землю. Увидев, как погружается под землю город Илима, они понимают, что план Саранчи заключается в проедании каменной породы на окраинах Хасинто в надежде опустить его под землю.
Исследуя воронку, отряд Дельта попадает в засаду Саранчи и находит спасение в лице Августа Коула (англ. Augustus Cole). Разыскивая отряд Деймона Бэйрда, они видят, что Саранча начала брать пленных и уводить их глубже в Дыру с неизвестными намерениями. Вскоре они находят и освобождают Бэйрда. Поднявшись на борт тюремной баржи Саранчи, они обнаруживают Тая, страдающего от ран, причинённых пытками. Маркус пытается вооружить Тая для битвы, но тот совершает самоубийство — не смог вынести причинённую эмоциональную и физическую травму. Во время попытки эвакуироваться на вертолёте Рейвен их проглатывает Рифтворм. Оказавшись внутри, отряд тут же планирует бежать наружу, но план Феникса — уничтожить сердце червя и только потом выбираться наружу. Кармайна убивают существа, обитающие внутри червя. Уничтожив сердце твари, отряд замечает, что жизнь в черве поддерживается не одним, а тремя сердцами. Остановив все три сердца, они, наконец, кладут конец его существованию.
Теперь отряду поручено отправиться на танке «Центавр» (англ. Centaur) в новый исследовательский центр Надежда, который якобы хранит информацию о месте, известном как Нексус, где расположена королева саранчи. После того как Дому и Маркусу удалось открыть тяжело бронированные двери на заброшенный объект, им приходится совершать сложные манёвры через многочисленные системы безопасности. Достигнув главной лаборатории, они узнают что на объекте держали испытуемых, из которых сотворяли мутировавших существ, напоминающих саранчу и человека вместе. Случайно пробудив горбатых монстров, Маркус и Дом вынуждены спасаться бегством, к счастью они уже узнали расположение крепости королевы. Выходя из станции на них напала Саранча. Они получают известие, что начался град бритв (опасный для жизни), и потребуется время, чтобы починить танк. Пока Маркус с Домом отстреливались от Риверов, окруживших танк, Беард успел починить его, и Дельта успела уехать со станции.
Выбравшись из области объекта, команда направляется в горы Кадар, где есть чёрный ход к крепости. Дельте приходится нелегко на горе: только после сражения с Танком-Кентавром, вождения на замёрзшем озере, уничтожения нескольких форпостов, вместе с Брумаками и Корпсерами, они достигают главной цели. Там по чистой случайности команда встречает Франклина, бывшего владельца АЗС Асфо, и некоторые войска Коалиции. Маркус, Коул и Бэрд собираются уже отправляться к Нексусу, как Дом спрашивает Франклина, не видел ли он где-то Марию. Тот считает что она была захвачена Саранчой и отправлена в испытательный концлагерь орды, находящийся возле водопада основных туннелей. Доминик просит Маркуса отправиться с ним к Нексусу другим путём, через скрещённые озёра. Во время переправы, они подвергаются нападению канонерских лодок и огромной рыбы Левиафан, которую они убивают бросив в её горло пару гранат. По пути Маркус и Дом замечают, что Саранча старается держаться подальше от Имульсии.
Возле Нексуса, Дом наконец-то находит трудовой концлагерь локустов, и вместе с Маркусом, после небольшого поиска и уклонений от патруля, находит Марию, избитую, измученную, с многочисленными шрамами, истощённую от голода и не в состоянии ни стоять, ни говорить от бесконечных пыток. Дом не веря в случившееся, угнетённый и опечаленный, решает избавить её от продолжительных мучений и со словами «Я так тебя люблю» убивает её. Маркус напоминает ему что она теперь в лучшем месте, и призывает его продолжить путь, который он кажется нашёл. Так же Феникс говорит что если тот не хочет идти с ним до конца, может остаться. На что Дом отвечает: «Я хочу убить их всех».
Пробившись к Нексусу, похожий на комплекс подземных дворцов, Маркус и Дом активируют маяк робота Джека, который подаёт точные координаты их места нахождения Штабу Коалиции, чтобы «Шестеренки» могли напасть на столицу Саранчи. Воссоединившись с Коулом и Бэрдом, Дельта неожиданно узнаёт что в данный момент Саранча занята гражданской войной с себе подобными мутантами, Ламбентами (другое название — Отблёскивающие; Светящиеся), которые образовались по вине мутаций от Имульсии, и теперь хотят свергнуть королеву. Однако у сторонников владычицы есть план по уничтожению мутантов, который подразумевает затопление города Хасинто, который находится как раз под огромным котлованом (местом проживания Отблёскивающих). Дельта находят эти планы в терминале, взломанном Джеком. Этот ужасный план был разработан самим Адамом Фениксом, который предполагал что если потопить Хасинто, окружающая его морская вода, затопит все туннели орды раз и навсегда. Отряд продолжают пробиваться через дворец, сражаясь с самыми сильными, хитрыми и мощными силами Саранчи. Достигнув тронного зала Королевы Мирры, им приходиться противостоять королевской охране. Королева, невероятно похожая на человека, объясняет им, что люди совершили последнюю глупость в своей жизни, так как все силы орды, направлены на уничтожение Хасинто, тем самым заманивая остатки армии КОГ в столицу Саранчи, которая должна быть уничтожена. Мимолётно она упоминает Адама Феникса в благоприятном свете, отвлекая Дельту. Призвав Скорджа, ей удаётся сбежать. Маркус приказывает Коулу и Бэрду преследовать её, оставляя себя и Дома в троном зале, чтобы уничтожить элитного бойца, вступив с ним в серию боёв на бензопилах. В конце концов, Скордж тоже убегает на своей гидре, сильно измотанный усилиями Маркуса и Доминика.
Для того, чтобы достичь Хасинто как можно быстрее, Дельта захватывает двух Риверов, на которых пытается скрыться от Скорджа, в итоге расстреляв его. На Хасинто Дельта помогает полковнику Хоффману отбиться от многочисленных сил Саранчи, а потом начинают другую поставленную им миссию: полковник решил затопить город раньше королевы, но с использованием ядерной бомбы и Молота Зари. Маркус и Дом захватывают Брумака для ускорения работы, а Коул и Бэрд подготавливают бомбу. Первая часть отряда прорывается через орды Саранчи, приближаясь к определённой ложбине. Брумак начинает мутировать из за расширенного действия Эмульсии, которая в большом количестве находилась в данном месте. Когда вертолёт с боезарядом падает в эмульсию, в результате чего бомба приходит в негодность, Маркус использует Молот Зари, взорвав Брумака, который создал достаточный взрыв, чтобы создать на месте Хасинто раковину и залить её морской водой, которая затапливает как Светящихся, так и Орду Саранчи.
Хасинто уходит в морскую пучину, окружённый многочисленными вертолётами и лодками, эвакуирующих гражданское население. Маркус пытается связаться с Аней Штрауд, а после видит её в другом вертолёте вместе с Прескоттом, Хоффманом и Коулом. Доминик смотрит на фотографию Марии, всё ещё оплакивая жену. Оставшись без Хасинто, жителям Серы теперь предстоит заново искать убежище.

## Разработка
Дизайнер Gears of War Клифф Блезжински дал несколько интервью, освещающих усовершенствования в игре. Был значительно оптимизирован сетевой код для решения проблемы преимущества хоста, наличествующей в первой части игры, и выполнены улучшения в системе использования укрытий и передвижения. Для создания более глубокой сюжетной линии команда пригласила писателя Джошуа Ортегу, чтобы ввести больший драматизм в научно-фантастический сеттинг. Стив Яблонский написал музыку для игры. Epic Games сообщила, что в компании планировали сделать игру проще после сбора обратной связи от игроков касательно Gears of War. Главный продюсер Род Фергюсон признал, что в первой части игры они «промахнулись с „легким“ уровнем сложности, и игра получилась несколько сложнее, чем хотелось бы».
Тизер, размещённый на веб-сайте Gears of War 2 8 июля 2008 года, содержал дату релиза, 9 ноября 2008, но на пресс-конференции Microsoft E3 2008 подтвердилось, что игра выйдет 7 ноября 2008 года. 14 июля 2008 года тизер был убран, а официальный сайт — перезапущен и обновлен.

## Саундтрек
Gears of War 2 (Original Soundtrack) является оригинальным саундтреком игры Gears of War 2. Он был выпущен 11 ноября 2008 года под лейблом Something Else Music Works. Композитором является Стив Яблонски.
| №                   | Название               | Длительность |
| ------------------- | ---------------------- | ------------ |
| 1.                  | «Return of the Omen»   | 1:57         |
| 2.                  | «Hope Runs Deep»       | 5:30         |
| 3.                  | «Green as Grass»       | 2:36         |
| 4.                  | «Expectations»         | 1:58         |
| 5.                  | «Finally, a Lead»      | 3:14         |
| 6.                  | «Armored Prayer»       | 3:56         |
| 7.                  | «Hold Them Off»        | 1:44         |
| 8.                  | «Derrick Chase»        | 1:15         |
| 9.                  | «Building Thunder»     | 2:06         |
| 10.                 | «Hell Breaks Loose»    | 1:38         |
| 11.                 | «Bedlam»               | 2:15         |
| 12.                 | «Breakneck»            | 1:38         |
| 13.                 | «Landown»              | 3:24         |
| 14.                 | «Racing to Extinction» | 1:34         |
| 15.                 | «If They Can Ride Em»  | 1:44         |
| 16.                 | «Hollow»               | 1:49         |
| 17.                 | «Unexpected Changes»   | 1:56         |
| 18.                 | «March of the Horde»   | 2:05         |
| 19.                 | «Highway»              | 1:12         |
| 20.                 | «Denizens of the Deep» | 2:30         |
| 21.                 | «With Sympathy»        | 2:53         |
| 22.                 | «Insurmountable Odds»  | 3:16         |
| 23.                 | «Bump in the Night»    | 2:06         |
| 24.                 | «Frenzy»               | 1:50         |
| 25.                 | «Outpost»              | 2:16         |
| 26.                 | «Finale»               | 3:32         |
| 27.                 | «Autumn of Mankind»    | 0:33         |
| Общая длительность: | Общая длительность:    | 62:27        |

## Отзывы
| Сводный рейтинг | Сводный рейтинг |
| Агрегатор       | Оценка          |
| --------------- | --------------- |
| GameRankings    | 93,32 %         |